# Manipulations (série télévisée)
Pour les articles homonymes, voir Manipulation.
Production
Diffusion
Manipulations est une mini-série franco-belge en six parties de 52 minutes créée par Jeanne Le Guillou et Bruno Dega. Elle est diffusée depuis le 6 janvier 2022 sur La Une en Belgique, le 7 janvier 2022 sur RTS Un en Suisse, et depuis le 10 janvier 2022 sur France 2.
La série est une coproduction de Storia Télévision, France Télévisions, FIT Productions, Be-Films et la RTBF (télévision belge).

## Synopsis
Maud Bachelet est une femme épanouie à qui tout semble réussir, tant familialement que professionnellement : une entreprise florissante, des enfants attentifs et indépendants, des amis. Seul manque l'homme qui pourrait partager sa vie, le père de ses enfants ayant fait son coming-out quelques années auparavant. Elle rencontre alors l'élégant Mathias Maubert dont elle tombe amoureuse. Son fils est sceptique quant aux sentiments du prétendant et comprend rapidement que sa mère est sous l'emprise d'un manipulateur.

## Distribution

### Acteurs principaux
- Marine Delterme : Maud Bachelet
- Marc Ruchmann : Mathias Maubert
- Constance Dollé : Deborah
- Scali Delpeyrat : Laurent
- Julien Crampon : Joseph
- Adèle Galloy : Tara
- Anne Loiret : Caroline
- Gaëla Le Devehat : Cathy

Actrices et acteurs principaux de la série
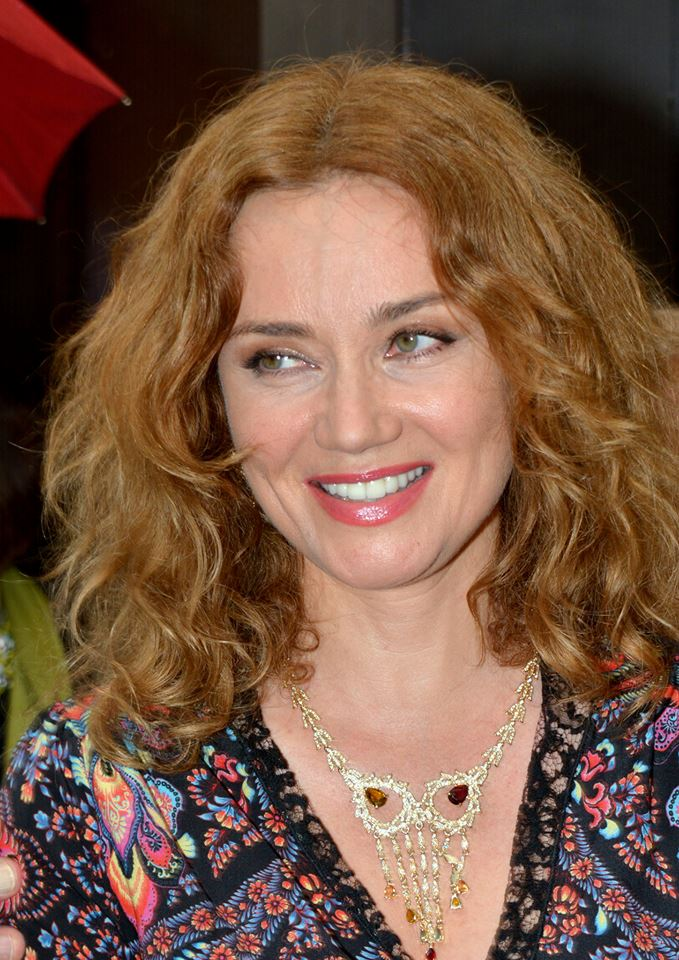
Marine Delterme
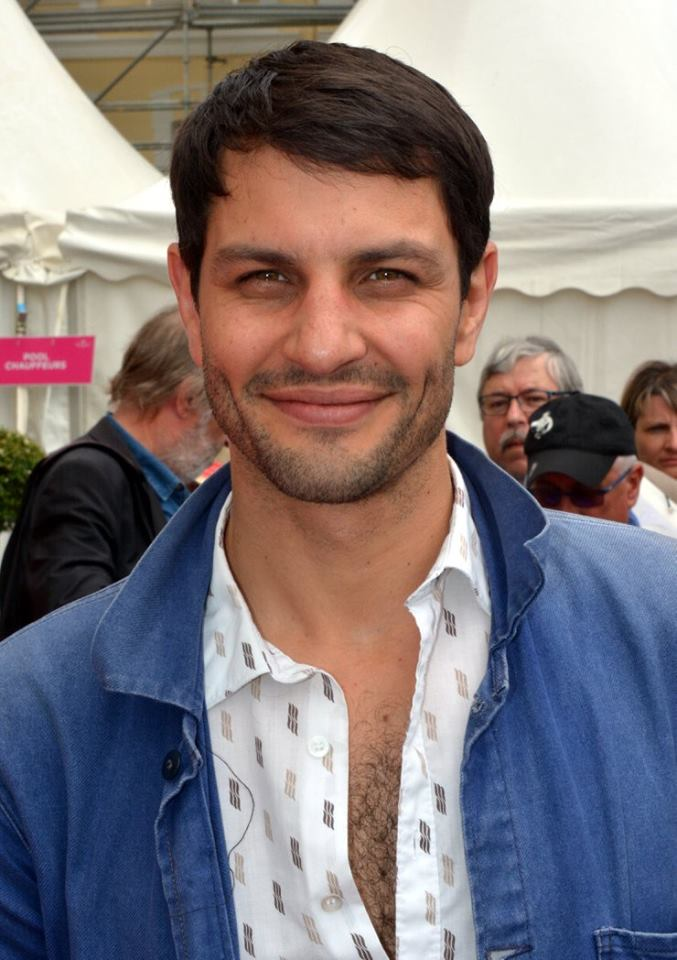
Marc Ruchmann
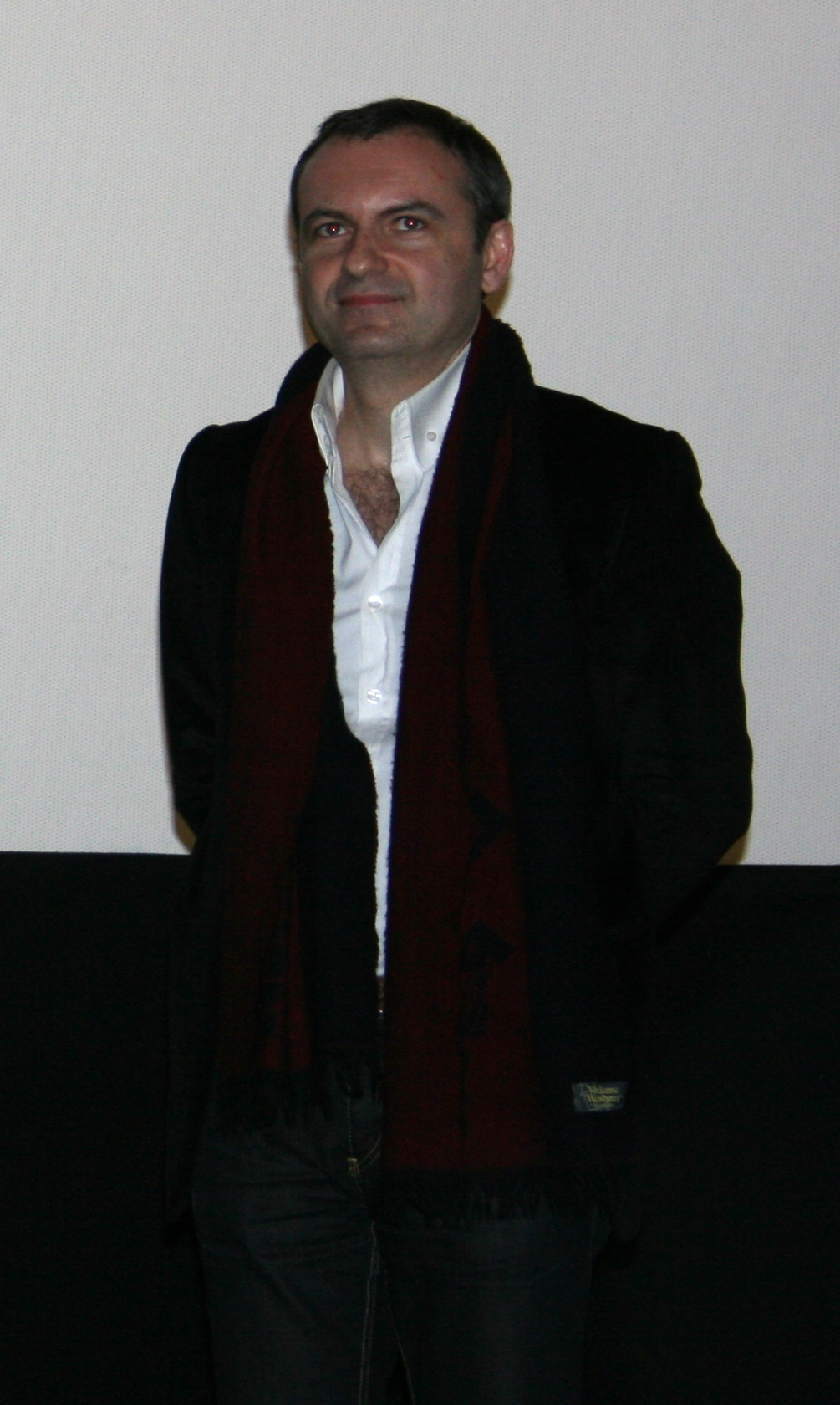
Scali Delpeyrat

### Autres acteurs
- Aurore Erguy : Lucie Cléret
- Agathe Natanson : Françoise
- Fadila Belkebla : Doumia
- Jacques Herlin : Le banquier
- Jean-Luc Jacquot : Stéphane

## Production

### Développement
La série est créée par Jeanne Le Guillou et Bruno Dega, à l'origine de la série Gloria diffusée sur TF1 en 2021. Le tournage se déroule du 22 mars au 17 juin 2021 dans la région de Lille et en Baie de Somme.
La musique est composée par Axelle Renoir et Sathy Ngouane.

### Fiche technique
Sauf indication contraire, les informations mentionnées dans cette section peuvent être confirmées par la base de données cinématographiques Allociné,  présente dans la section « Liens externes ».
- Titre original : Manipulations
- Réalisation : Marwen Abdallah
- Scénariste : Jeanne Le Guillou, Bruno Dega
- Producteurs : Louis Grangé, Sabine Barthélémy, Frédéric Bruneel, Thomas Anargyros
- Société(s) de production : Storia Télévision, France Télévisions, Be-Films, RTBF, FIT Productions
- Pays d'origine :  France,  Belgique
- Langue originale : français
- Format : couleur / 16:9
- Genre : drame psychologique
- Durée : 52 minutes
- Classification :
  - Belgique : 10[3]
  - France : 10[4]
  - Suisse : accord parental recommandé[5]

## Épisodes
Les épisodes, sans titres, sont numérotés de un à six.

## Accueil critique
- Télé-Loisirs[6] : 3 étoiles sur 5
- Allociné : 3,6 étoiles sur 5 (184 notes)

## Audiences et diffusion

### En Belgique
En Belgique, la série est diffusée les jeudis vers 20 h 30 sur La Une par salve de deux épisodes du 6 au 20 janvier 2022,.
| Épisode | Diffusion             | Diffusion         | Audience moyenne          | Audience moyenne                       | Réf.  |
| Épisode | Jour                  | Horaire           | Nombre de téléspectateurs | Part de marché (sur les 4 ans et plus) | Réf.  |
| ------- | --------------------- | ----------------- | ------------------------- | -------------------------------------- | ----- |
| 1       | jeudi 6 janvier 2022  | 20 h 30 - 21 h 20 | 236 601                   |                                        | [ 7 ] |
| 2       | jeudi 6 janvier 2022  | 21 h 20 - 22 h 10 | 236 601                   |                                        | [ 7 ] |
| 3       | jeudi 13 janvier 2022 | 20 h 40 - 21 h 30 | 230 329                   |                                        | [ 7 ] |
| 4       | jeudi 13 janvier 2022 | 21 h 30 - 22 h 20 | 230 329                   |                                        | [ 7 ] |
| 5       | jeudi 20 janvier 2022 | 20 h 35 - 21 h 25 | 375 083                   | 23,6 %                                 | [ 7 ] |
| 6       | jeudi 20 janvier 2022 | 21 h 25 - 22 h 25 | 375 083                   | 23,6 %                                 | [ 7 ] |
|         |                       |                   |                           |                                        |       |
| Moyenne | Moyenne               | Moyenne           | 280 671                   |                                        |       |

- Les plus hauts chiffres d'audience
- Les plus bas chiffres d'audience

### En Suisse
En Suisse, la série est diffusée depuis le 7 janvier 2022 sur RTS Un.

### En France
En France, la série est diffusée le lundis à 21 h 05 sur France 2 par salve de deux épisodes du 10 au 24 janvier 2022.
| Épisode              | Diffusion             | Diffusion            | Audience moyenne          | Audience moyenne                       | Audience moyenne         | Audience moyenne | Réf.   |
| Épisode              | Jour                  | Horaire              | Nombre de téléspectateurs | Part de marché (sur les 4 ans et plus) | Part de marché (FRDA-50) | Classement       | Réf.   |
| -------------------- | --------------------- | -------------------- | ------------------------- | -------------------------------------- | ------------------------ | ---------------- | ------ |
| 1                    | Lundi 10 janvier 2022 | 21 h 05 - 21 h 55    | 3 130 000                 | 14,1 %                                 | 7,8 %                    | 2e               | [ 9 ]  |
| 2                    | Lundi 10 janvier 2022 | 21 h 55 - 22 h 45    | 2 810 000                 | 14,1 %                                 | 7,8 %                    | 2e               | [ 9 ]  |
| 3                    | Lundi 17 janvier 2022 | 21 h 05 - 21 h 55    | 2 520 000                 | 11,4 %                                 | 6,7 %                    | 3e               | [ 10 ] |
| 4                    | Lundi 17 janvier 2022 | 21 h 55 - 22 h 45    | 2 480 000                 | 12,7 %                                 | 6,7 %                    | 3e               | [ 10 ] |
| 5                    | Lundi 24 janvier 2022 | 21 h 05 - 21 h 55    | 2 620 000                 | 11,5 %                                 | 6,3 %                    | 2e               | [ 11 ] |
| 6                    | Lundi 24 janvier 2022 | 21 h 55 - 22 h 45    | 2 680 000                 | 13,3 %                                 | 6,3 %                    | 2e               | [ 11 ] |
|                      |                       |                      |                           |                                        |                          |                  |        |
| Moyenne de la saison | Moyenne de la saison  | Moyenne de la saison | 2 710 000                 | 12,9 %                                 | 6,9 %                    |                  |        |

- Les plus hauts chiffres d'audience
- Les plus bas chiffres d'audience